# Laguna la Piedad
La laguna la Piedad es un cuerpo de agua ubicado en la ciudad de Cuautitlán Izcalli, localizada en el municipio homónimo, en Estado de México. Ocupa 39 hectáreas e influye en un polígono de 208 hectáreas de tierras ejidales no urbanizadas, lo que la convierte en uno de los importantes sitios hidrográficos del ayuntamiento.

## Historia
A pesar de su gran extensión e importancia natural, ha sido blanco de constante contaminación, tanto por los habitantes de las colonias aledañas a ella, como por la descarga de aguas residuales del municipio desde 2003, lo que incluso causó la extinción de vida acuática en el agua.
En agosto de 2020, se reportó el avistamiento y abandono de un reptil bebé en sus aguas. No obstante, al poco tiempo se descartó la posible presencia de un animal de tal tipo.
Ante la situación de la contaminación que rodea a la laguna, en 2023 la Universidad Autónoma Metropolitana (UAM) planteó un proyecto para rescatarla. Un año después, en enero de 2024, la Universidad Nacional Autónoma de México (UNAM) se unió a la causa. En febrero, la UAM compartió sus avances en torno a su proyecto de restauración a esta zona natural. En abril, la laguna adquirió notabilidad en medios de comunicación luego del avistamiento de un cocodrilo, el cual, de acuerdo a los moradores del área, llevaba tres años viviendo ahí. En consecuencia, se inició la tarea de capturarlo. Sin embargo, esto último dividió opiniones, ya que las autoridades consideraron que el animal podría presentar un riesgo para la población, mientras que los habitantes del sitio comentaron que en realidad su hábitat había sido invadido, pidiendo dejarlo en paz e incluso comentando que podría ser un atractivo turístico para el lugar. El 30 de abril, se informó que las labores de rescate del animal habían sido suspendidas.